# Proserpina (cuadro de Dante Gabriel Rossetti)
Proserpina (Proserpine) es una pintura al óleo de 1874 obra de Dante Gabriel Rossetti exhibida en la Tate Britain, siendo ésta la séptima versión del cuadro.

## Historia

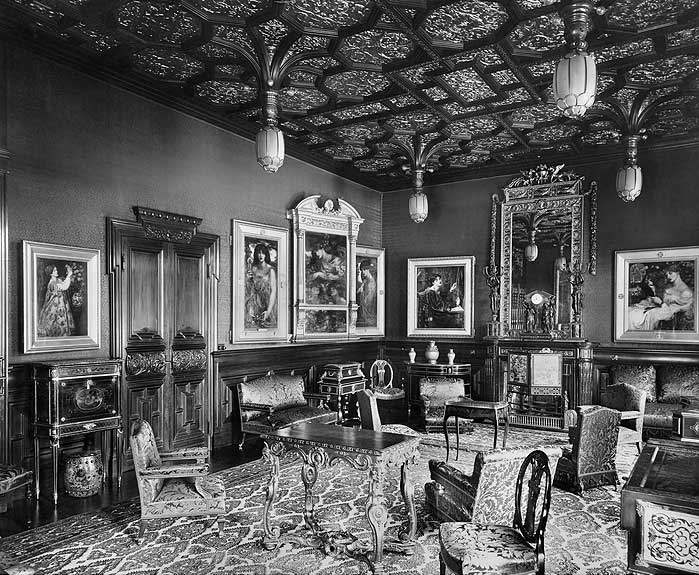
Sala de dibujo de Frederick Richards Leyland en 1892 (fotografía de Harry Bedford Lemere). De izquierda a derecha pueden observarse las siguientes obras: Monna Rosa, Mnemósine, La doncella bienaventurada, Proserpina, Veronica Veronese y Lady Lilith.

Rossetti empezó a trabajar en la obra en 1871, pintando al menos ocho versiones de la misma, la última de ellas completada en 1882, año de la muerte del pintor. Las primeras versiones fueron prometidas a Charles Augustus Howell, siendo la
séptima de ellas comisionada por el magnate naviero Frederick Richards Leyland y exhibida actualmente en la Tate Britain, muy similar a la octava y última versión de la obra, expuesta en el Birmingham Museum and Art Gallery.
Leyland comisionó dieciocho cuadros a Rossetti, sin tener en cuenta los encargos no satisfechos. Poco después de adquirir su primera pintura del artista, Leyland exploró junto a Rossetti la idea de un tríptico del pintor, el cual fue finalmente
elaborado con las obras Mnemósine, La doncella bienaventurada y Proserpina. Junto con las anteriores, otras tres pinturas fueron colgadas en la sala de dibujo de la residencia de Leyland: Monna Rosa, Veronica Veronese y Lady Lilith, siendo los seis cuadros denominados «maravillas» por el magnate.

## Elaboración
Al parecer, Rossetti empezó a trabajar en la obra en 1871 debido a que ésta es la fecha que figura en la primera versión de la pintura, conservada en el Ashmolean Museum, si bien el artista no empezó a trabajar seriamente en el cuadro hasta 1872, cuando llegó a un acuerdo con el pintor, fotógrafo y marchante de arte Howell and Parsons para que comprase la obra por 550 guineas. En una carta de Rossetti fechada el 1 de noviembre de 1872 y dirigida a Howell, el pintor escribió: «adjunto extracto de Lemprière copiado por Dunn. Vea el pasaje sobre la granada. Posiblemente escriba un soneto y lo introduzca en una esquina del
cuadro si se adapta a la composición». Dos días después, el pintor escribió a su hermano:

La Proserpina que le estoy enviando es una segunda que he empezado. La primera no me satisfacía del todo, pero la venderé como una cosa separada cortando la cabeza que está hecha. La segunda está bien empezada, y espero terminarla pronto.

Parece que este segundo cuadro también resultó insatisfactorio para Rossetti, sucediendo lo mismo con la tercera versión, conocida como Blanzifiore. Esta carta alude a las multiplicaciones y a menudo fracasos del artista en lo referente a la pintura de Proserpina, llegando Rossetti a referirse a la misma como «este condenado cuadro» en una carta fechada el 6 de enero de 1874 y dirigida a Madox Brown, en la cual el pintor informa que la versión que había elaborado para Leyland había resultado dañada durante un viaje en ferrocarril. En dicha carta, el pintor informó también a Brown acerca de «las vicisitudes de este bendito cuadro»:

Lo he empezado en siete lienzos diferentes - por no hablar de dibujos. Tres fueron rechazados (...). El cuarto me costó una pelea con Parsons, y será devuelto a mis manos. El quinto ha tenido dos veces su cristal destrozado y renovado, y ha sido forrado dos veces para remediar accidentes. El sexto ha tenido su marco destrozado dos veces y su cristal una vez, quedó casi inútil por un accidente que
ocurrió al transferirlo a un filtro nuevo, y ahora ha escapado por poco de la destrucción total.

Una octava y última versión sería empezada por Rossetti en 1881 y terminada poco antes de su muerte.

## Análisis
Rossetti escribió sobre la obra:

Está representada en un sombrío pasillo de su palacio, con la fatídica fruta en su mano. Cuando pasa, un rayo golpea la pared detrás de ella desde alguna entrada abierta repentinamente, y admite por un momento la visión del mundo superior; y mira furtivamente hacia ella, inmersa en el pensamiento. El quemador de incienso se encuentra a su lado como el atributo de una diosa. La rama de hiedra en el fondo puede tomarse como un símbolo de memoria aferrada.

En la mitología romana, Proserpina había sido
encerrada en el reino del inframundo por Plutón por el hecho de haber probado la
granada prohibida. Jane Morris, modelo de la obra, atrapada en un matrimonio infeliz con William Morris,
probó a su vez la granada prohibida en sentido figurado al haberse convertido en amante de Rossetti, existiendo un significado aún más profundo reflejado en el hecho de que Jane solía pasar los meses de verano con Rossetti en Kelmscott Manor, propiedad del pintor, regresando a vivir con Morris los meses de invierno en un claro paralelismo con el mito de la diosa. El simbolismo de la pintura de Rossetti indica la situación de Proserpina así como la de Jane, dividida entre su esposo, padre de sus dos hijas, y su amante.

## Marco
El marco, diseñado por Rossetti, posee medallones los cuales se asemejan a una fruta cortada transversalmente, emulando la granada mostrada en la pintura y
siendo este tipo de marco utilizado por el pintor en sus obras aproximadamente desde 1868 hasta su muerte en 1882. Dichos medallones constituyen símbolos
ambiguos relacionados con el amor, la lujuria, la fertilidad, la seducción y la muerte, siendo Proserpina la obra en la que esta clase de marco fue empleado de la manera más notable. En la parte superior derecha de la pintura figura escrito en
italiano un soneto obra de Rossetti, el cual aparece inscrito en inglés en el marco del cuadro:
Texto original en inglés:

Afar away the light that brings cold cheer

Unto this wall, - one instant and no more
Admitted at my distant palace-door
Afar the flowers of Enna from this drear
Dire fruit, which, tasted once, must thrall me here.
Afar those skies from this Tartarean grey
That chills me: and afar how far away,
The nights that shall become the days that were.

Afar from mine own self I seem, and wing
Strange ways in thought, and listen for a sign:
And still some heart unto some soul doth pine,
(Whose sounds mine inner sense in fain to bring,
Continually together murmuring) -

'Woe me for thee, unhappy Proserpine'

Texto traducido al español:

Muy lejos la luz que trae fría alegría

Hasta este muro, - un instante y no más
Admitida en mi lejana puerta de palacio
Lejos las flores de Enna de este sueño
Fruto intenso, que, probado una vez, me debe esclavizar aquí.
Lejos esos cielos de este Tartáreo gris
Que me da escalofríos: y lejos a qué distancia, 
Las noches que se convertirán en los días que fueron.

Lejos de mí misma me parece, y tengo
Extrañas formas de pensamiento, y escucho una señal:
Y todavía algún corazón para algún alma, 
(Cuyos sonidos mi sentido interior en el deseo de traer,
Continuamente juntos murmurando) -
'Ay de ti, infeliz Proserpina'.